# Мирослав Лукић (фудбалер)
Мирослав Лукић (Београд 1. октобар 1909—Београд 21. децембар 1964) био је југословенски и српски фудбалер, функционер ФК Црвена звезда и члан Такмичарске комисије Фудбалског савеза Југославије.

## Каријера
Каријеру је почео у СК Соко (од 1931. БАСК), чији је првотимац постао са 19. година. У периоду од 1931. до 1945. године играо је за ФК Југославија у коме је одиграо 224 утакмице и био један од најбољих одбрамбених играча тима у то време. Године 1931. године играо је за Хајдук Сплит на 12 утакмица на турнеји по Јужној Америци у тандему са Марком Микачићем.
Године 1930. одиграо је прву утакмицу за градску селекцију Београда. Укупно, за градску селекцију Београда одиграо је 22 утакмице и 8 за репрезентацију Југославије. Дебитовао је 15. јуна 1930. године против репрезентације Бугарске у Софији, а последњу 25. децембра 1934. године такође против Бугарске у Атини, за Балкански куп, када је репрезентација Југославије једини пут победила у овом такмичењу.
Лукић је био осредњег раста, брз и оштар фудбалер, а сматран је једним од најбољих југословенских и српских фудбалера до 1941. године.